# Ideopsis djampeana
Ideopsis djampeana är en fjärilsart som beskrevs av Van Eecke 1915. Ideopsis djampeana ingår i släktet Ideopsis och familjen praktfjärilar. Inga underarter finns listade i Catalogue of Life.